# Sam Brownback
Sam Brownback (Garnett, 1956. szeptember 12. –) az Amerikai Egyesült Államok szenátora (Kansas, 1996–2011), 2011-től Kansas állam kormányzója.